# Debrzno
Debrzno (udtale: [ˈdɛbʐnɔ]; historisk: Frydląd Pomorski; kasjubisk: Frédląd, Fréląd, eller Frëdląd; tysk: Preußisch Friedland)  er en by i den sydvestlige del af voivodskabet Pommern i det nordlige Polen. Den har 5.020(2021) indbyggere og et areal på  7,52  km², og en del af powiatet (amt) Człuchów.

## Historie
Den første omtale af landsbyen går tilbage til det 12. århundrede. Regionen var en del af middelalderens Kongeriget Polen (1025-1385) før det i det 14. århundrede blev erobret af Den Tyske Ordensstat. Byen blev nævnt som Fredeland i et dokument fra 1346. I 1354 tildelte stormesteren Winrich von Kniprode stadsrettigheder til byen. Efter udbruddet af opstanden mod de teutonske riddere, anerkendte byen i 1454 den polske konge som retmæssig hersker.

## Galleri
- Himmelfartskirken
- Tidligere seminarium
- Forsvarsmure fra middelalderen
- Sø i Debrzno